# Kobus leche anselli
Kobus leche anselli is een antilope uit het geslacht Kobus. De soort is genoemd naar Frank Ansell, die zeer veel heeft gedaan aan de studie van Afrikaanse zoogdieren.
Hij is kleiner dan K. leche leche en K. leche kafuensis, maar lijkt meer op K. leche smithemani, die echter ook iets groter is.

## Verspreiding
Deze soort komt voor in de moerassen van het nationaal park Upemba, gesitueerd in de Kamalondo-depressie in de Congolese provincie Katanga. Sinds de jaren '70 van de 20e eeuw is hij sterk in aantal afgenomen, van zo'n 20.000 voor het begin van de jacht tot zo'n 1000 in 2005.